# Seznam novozelandskih veslačev
Seznam novozelandskih veslačev.

## E
- Caroline Evers-Swindell
- Georgina Evers-Swindell

## K
- George Keys

## U
- Storm Uru